# Seznam silnic v okrese Třebíč
Toto je seznam silnic procházejících okresem Třebíč. Jsou zde zahrnuty jak silnice I. a II. třídy, tak i silnice III. třídy. Silnice vyšších tříd, jako jsou dálnice a rychlostní silnice, okresem Třebíč neprocházejí. Neklasifikované silnice a ulice zahrnuty nejsou.
Nejdelší silnicí s délkou 58,2 km je silnice II/152, nejkratší je s délkou 0,09 km silnice III/36082. Celková délka všech silnic v okrese Třebíč činí 1 073,855 km.

## Silnice I. třídy
| Číslo | Obrázek | Délka (km) | V okrese Třebíč | Průběh |
| ----- | ------- | ---------- | --------------- | --- |
| 23    |         | 48,948     | úsek            | Hory, Předín, Štěměchy, Markvartice, Červená Hospoda, Třebíč, Vladislav, Náměšť nad Oslavou, Kralice nad Oslavou, Rapotice |
| 38    |         | 22,063     | úsek            | Želetava, Horky, Jakubov u Moravských Budějovic, Kolovraty, Litohoř, Moravské Budějovice (obchvat)                         |

## Silnice II. třídy
| Číslo | Obrázek | Délka (km) | V okrese Třebíč | Průběh |
| ----- | ------- | ---------- | --------------- | --- |
| 112   |         | 1,22       | úsek            | V okrese Třebíč neprochází žádnou obcí, končí na křižovatce s II/410 západně od Želetavy |
| 151   |         | 12,164     | úsek            | Radkovice u Budče, Štěpkov, Domamil, Litohoř |
| 152   |         | 58,207     | úsek            | Jemnice, Třebelovice, Rácovice, Dědice, Jackov, Moravské Budějovice, Jaroměřice nad Rokytnou, Myslibořice (obchvat), Račice, Hrotovice, Slavětice, Dukovany (obchvat) – nejdelší silnice v okrese Třebíč |
| 349   |         | 9,836      | úsek            | Čechtín, Svatoslav, Bochovice |
| 351   |         | 34,423     | úsek            | Dalešice, Valeč (obchvat), Třebenice, Slavičky (obchvat), Třebíč (v části peáž s I/23), Račerovice, Čechtín                                                                                              |
| 360   |         | 26,614     | úsek            | Jaroměřice nad Rokytnou, Výčapy (obchvat), Střítež, Třebíč (peáže s II/351 a I/23), Pocoucov, Trnava (obchvat), Rudíkov (obchvat)                                                                        |
| 361   |         | 6,67       | úsek            | Jaroměřice nad Rokytnou (pouze průmyslová oblast ležící mimo město), Příštpo |
| 390   |         | 11,87      | úsek            | Nárameč, Budišov, Rejdůveň, Kamenná |
| 392   |         | 29,18      | úsek            | Dukovany, Mohelno, Ve Vilách, Březník, Kralice nad Oslavou, Jinošov (krátká peáž s II/399), Pucov, Jasenice, Čikov                                                                                       |
| 393   |         | 1,694      | úsek            | Vychází z I/23 (Rapotice), "třebíčský" úsek končí východně od Sudic |
| 396   |         | 2,111      | úsek            | Vychází z II/399 (Rouchovany), "třebíčský" úsek končí západně od Korduly |
| 399   |         | 30,512     | úsek            | Jinošov, Náměšť nad Oslavou (peáž s I/23), Třesov, Stropešín, Dalešice, Rouchovany, Šemíkovice |
| 400   |         | 4,906      | úsek            | Vychází z I/38, prochází přes Zvěrkovice |
| 401   |         | 18,098     | celá            | Jaroměřice nad Rokytnou, Boňov, Lipník, Dolní Vilémovice, Číměř, Vladislav |
| 402   |         | 0,544      | úsek            | Vychází z II/405, pouze krátký úsek jižně od Nové Brtnice |
| 403   |         | 7,509      | úsek            | Kouty, Chlum, Bransouze |
| 405   |         | 12,811     | úsek            | Červená Hospoda, Krahulov, Okříšky, Zašovice |
| 408   |         | 17,863     | úsek            | Dešov, Hornice, Slavíkovice, Jemnice (peáž s II/152, poté krátký úsek směrem k Třeběticím) |
| 410   |         | 33,624     | dva úseky       | Jemnice, Chotěbudice, (úsek mimo okres Třebíč), Želetava (krátká peáž s I/38), Bítovánky, Římov, Rokytnice nad Rokytnou, Stařeč, Borovina, Třebíč                                                        |
| 411   |         | 14,584     | úsek            | Malý Dešov, Dešov, Nové Syrovice, Krnčice |

## Silnice III. třídy
| Číslo | Obrázek | Délka (km) | V okrese Třebíč | Průběh |
| ----- | ------- | ---------- | --------------- | --- |
| 02323 |         | 1,703      | celá            | Vychází z I/23 (Štěměchy), končí v Dašově |
| 02324 |         | 2,64       | celá            | Vychází z I/23 (Červená Hospoda), prochází přes Řípov, končí rovněž na I/23 (spolu s III/35215 a III/40512 jedna ze tří silnic, které začínají i končí na stejné mateřské silnici)                                        |
| 02325 |         | 1,9        | celá            | Nově klasifikovaná silnice, vychází z I/23, končí v Ptáčově |
| 02327 |         | 1,576      | celá            | Vychází z I/23 (Kralice nad Oslavou), končí v Horních Lhoticích |
| 03832 |         | 5,982      | celá            | Předín (I/23), Lesná, Želetava (I/38) |
| 11271 |         | 5,044      | úsek            | Domamil, Meziříčko |
| 11272 |         | 3,616      | celá            | I/23, Šašovice, Meziříčko |
| 15113 |         | 3,518      | celá            | II/151, Štěpkov, Budkov |
| 15114 |         | 11,971     | celá            | II/151, Domamil, Komárovice, Budkov, Oponešice, II/152, Mladoňovice, II/408 |
| 15115 |         | 4,17       | celá            | II/151, Vranín, II/15114 |
| 15116 |         | 2,4        | celá            | Nově klasifikovaná silnice (dříve klasifikovaná celá jako III/15225), vychází z II/151, spojuje Litohoř se samotou Kosová                                                                                                 |
| 15214 |         | 1,485      | úsek            | Pouze krátký úsek vycházející směrem od Ostojkovic k Pálovicím, končí na III/15215 |
| 15215 |         | 5,741      | úsek            | Vychází z II/152 západně od Jemnice, dále prochází přes obce Pálovice a Panenská, jde o nejzápadnější silnici v okrese Třebíč                                                                                             |
| 15216 |         | 1,721      | úsek            | Vychází z III/15215 v Pálovicích, pokračuje směrem k Bělčovicím |
| 15218 |         | 3,602      | celá            | II/152, Lhotice, Mladoňovice, III/15214 |
| 15219 |         | 0,582      | celá            | Vychází z III/15214, celou svou délkou ve Lhoticích, kde také končí |
| 15220 |         | 0,103      | celá            | Vychází z II/152, vede k železniční stanici Třebelovice |
| 15221 |         | 2,052      | celá            | Vychází z II/152 u Třebelovic, končí ve Velkém Újezdě |
| 15222 |         | 15,107     | úsek            | II/152, Dědice, Budkov, Lomy, Chotěbudice |
| 15225 |         | 1,7        | celá            | Původně vycházela z II/151 v Litohoři, byla zkrácena na úsek mezi nově klasifikovanou III/15226 a Jackovem, kde se napojuje na II/152.                                                                                    |
| 15226 |         | 6,5        | celá            | Nově klasifikovaná silnice (dříve pouze část klasifikovaná jako III/15225), vychází z III/15115 ve Vraníně, pokračuje až do Moravských Budějovic, kde se napojuje na kruhový objezd ze silnice II/152                     |
| 15227 |         | 1,536      | celá            | II/152, Lukov, III/36068 |
| 15228 |         | 4,574      | celá            | Blatnice, II/152, Bohušice, Jaroměřice nad Rokytnou, II/36078 |
| 15229 |         | 5,824      | úsek            | Vychází z II/152, prochází přes Blatnici a osadu Dvorek, končí v okrese Třebíč a pokračuje směrem na Hostim |
| 15230 |         | 2,054      | celá            | Blatnice, Ohrazenice |
| 15231 |         | 6,055      | celá            | Vychází z II/152, prochází přes Jaroměřice nad Rokytnou a Ohrazenice |
| 15232 |         | 0,899      | celá            | Vychází z II/152, končí v Příložanech |
| 15233 |         | 1,201      | celá            | Vychází z II/152, končí v Myslibořicích (napojuje se na III/15234) |
| 15234 |         | 10,005     | úsek            | II/152, Myslibořice, Radkovice u Hrotovic, Biskupice |
| 15235 |         | 1,902      | celá            | Spojuje silnice III/15234 a III/15240, prochází přes celé Udeřice a část Bačic |
| 15237 |         | 1,361      | celá            | Vychází z III/15234, končí v Pulkově |
| 15238 |         | 2,864      | celá            | Vychází z II/152, spojnice mezi Myslibořicemi a Oduncem |
| 15239 |         | 1,05       | celá            | Vychází z II/152, končí v Myslibořicích (napojuje se na III/15234) |
| 15240 |         | 2,851      | celá            | II/152, Račice, Krhov, Bačice |
| 15241 |         | 6,199      | celá            | II/152, Račice, Odunec, Valeč, II/351 |
| 15242 |         | 3,257      | celá            | Zárubice, Odunec |
| 15243 |         | 3,125      | celá            | Vychází z II/152, spojuje Hrotovice s Oduncem |
| 15244 |         | 5,923      | celá            | Vychází z II/152, začíná v Hrotovicích, prochází přes Bačice a končí v Radkovicích u Hrotovic |
| 15245 |         | 2,264      | celá            | Západní spojnice silnic II/152 a II/399, spojuje Hrotovice s Dalešicemi |
| 15247 |         | 3,741      | celá            | Východní spojnice silnic II/152 a II/399, spojuje Dalešice a Slavětice |
| 15248 |         | 0,959      | celá            | Spojnice silnic II/152 a II/392, prochází přes Dukovany |
| 15249 |         | 5,286      | celá            | Spojnice silnic II/152 a II/396, nejkratší cesta z Rouchovan do jaderné elektrárny Dukovany |
| 3497  |         | 4,099      | úsek            | Vychází z II/349, prochází Bochovicemi a Horními Heřmanicemi |
| 3498  |         | 2,455      | celá            | Spojuje Horní Heřmanice s III/34910 |
| 3499  |         | 1,102      | celá            | Vychází z III/3498, končí v Novém Telečkově |
| 34910 |         | 5,799      | celá            | Spojuje silnice II/349 a II/360, prochází přes Bochovice, Batouchovice a Vlčatín |
| 34911 |         | 2,047      | celá            | Vychází z II/349 ve Svatoslavi, prochází kolem Žákova mlýna a končí asi 900 m za ním |
| 34912 |         | 1,855      | celá            | Severní spojnice mezi II/349 a III/35116, začíná u Svatoslavi |
| 34913 |         | 1,52       | celá            | Jižní spojnice mezi II/349 a III/35116, končí u Benetic |
| 3519  |         | 4,003      | celá            | Vychází z II/351, prochází přes Radošov a končí v Horním Smrčném |
| 35110 |         | 4,651      | celá            | Spojnice silnic II/349 a II/351, prochází přes Svatoslav |
| 35111 |         | 2,951      | celá            | Vychází z II/351, prochází přes Červenou Lhotu a Číhalín, navazuje na III/35113 |
| 35112 |         | 4,035      | celá            | Spojnice mezi II/349 a III/35116, prochází přes Okřešice, končí v Budíkovicích |
| 35113 |         | 4,262      | celá            | Vychází z II/351, prochází přes Číhalín a končí v Přibyslavicích |
| 35114 |         | 7,868      | celá            | Vychází z II/351, začíná v Třebíči, prochází přes Novou Ves a končí v Přibyslavicích |
| 35115 |         | 0,951      | celá            | Vychází z III/35114, končí v Sokolí |
| 35116 |         | 13,367     | celá            | II/351, Třebíč (Týn), Budíkovice, Benetice, II/349 |
| 35117 |         | 0,513      | celá            | Vychází z II/35116, končí ve Věstoňovicích |
| 35118 |         | 6,653      | celá            | Začíná v Klučově, kříží II/351, prochází přes Pozďátky a končí u Pazderníkova mlýna (nenapojuje se na I/23, most přes řeku Jihlavu je pouze pro pěší)                                                                     |
| 35119 |         | 1,004      | celá            | Vychází z III/35118 v Pozďátkách, končí v Dobré Vodě |
| 35120 |         | 1,102      | celá            | Vychází z III/35118, končí v Okrašovicích (pokračuje jako neklasifikovaná cesta vedoucí k II/351) |
| 35121 |         | 1,960      | celá            | Vychází z III/15241 ve Valči, kříží se s II/351 a končí v Plešicích |
| 35122 |         | 4,567      | celá            | Vychází z II/351 v Třebenicích, prochází přes Plešice a Chroustov a končí před Stropešínem |
| 35123 |         | 2,655      | celá            | Spojnice mezi II/351 a II/399, popřípadě mezi Valčí a Stropešínem |
| 35125 |         | 1,968      | celá            | Silniční oblouk začínající i končící na silnici II/351, prochází Kožichovicemi |
| 35126 |         | 0,091      | celá            | Vychází ze silnice II/351, končí ve Slavičkách |
| 36056 |         | 7,42       | úsek            | Rohy, Studnice, Kundelov, Budišov, II/390 |
| 36057 |         | 4,127      | celá            | II/360, Rudíkov, Hroznatín, III/35116 |
| 36058 |         | 1,086      | celá            | Jižní část průtahu Rudíkovem, vychází z II/360 a končí na III/36057 |
| 36059 |         | 7,130      | celá            | III/35116, Benetice, Horní Vilémovice, Přeckov, II/360 |
| 36060 |         | 5,206      | celá            | Vychází z III/35116, kříží se s II/360, tvoří průtah Trnavou a končí na II/360 |
| 36061 |         | 1,649      | celá            | Spojnice mezi III/35116 a II/360, tvoří ulici Táborská v Třebíči |
| 36063 |         | 12,633     | celá            | II/360, Střítež, Klučov, Lipník (II/401), míjí Zárubice a končí před Myslibořicemi na II/152 |
| 36064 |         | 6,257      | celá            | II/360, Slavice, Mikulovice, Kojetice, III/36072 |
| 36065 |         | 1,3        | celá            | Nově klasifikovaná silnice, jižní spojnice mezi Slavicemi a silnicí II/360 |
| 36066 |         | 5,232      | celá            | II/360, Petrůvky, Ostašov, Lipník, II/401 |
| 36067 |         | 0,825      | celá            | Vychází z II/360, tvoří severní část průtahu přes Výčapy |
| 36068 |         | 14,267     | celá            | Moravské Budějovice (ulice Chelčického), Lukov, Vícenice, Dolní Lažany, Milatice, Šebkovice, Výčapy, II/360 |
| 36069 |         | 2,113      | celá            | Spojnice mezi I/38 a II/152, tvoří ulici Pražská v Moravských Budějovicích |
| 36070 |         | 4,625      | celá            | I/38, Jakubov u Moravských Budějovic, Vícenice, III/36068 |
| 36071 |         | 4,820      | celá            | III/4102, Lesonice, Nové Dvory, Milatice, III/36068 |
| 36072 |         | 6,231      | celá            | III/4102, Kojetice, Horní Újezd, III/36068 |
| 36073 |         | 2,113      | celá            | III/36064, Mikulovice, Horní Újezd, III/36072 |
| 36076 |         | 0,269      | celá            | Vychází z II/360, končí ve Štěpánovicích (navazuje na ni neklasifikovaná silnice vedoucí ke křižovatce silnic III/4014 a III/4015)                                                                                        |
| 36077 |         | 2,651      | celá            | Spojnice mezi II/360 a III/36068, prochází přes Vacenovice |
| 36078 |         | 8,919      | celá            | III/36071, Nové Dvory, Horní Lažany, Dolní Lažany, Popovice, Jaroměřice nad Rokytnou (ulice Sokolovská a Kaunicova), II/152                                                                                               |
| 36079 |         | 0,270      | celá            | Spojuje silnici III/36078 s železniční zastávkou v Popovicích |
| 36080 |         | 3,623      | celá            | III/36068, Lesůňky, Popovice, III/36078 |
| 36081 |         | 0,741      | celá            | Spojuje silnice I/38 a III/36070, tvoří východní část průtahu Jakubovem u Moravských Budějovic |
| 36082 |         | 0,09       | celá            | Spojuje silnici II/360 s železniční zastávkou Rudíkov – nejkratší klasifikovaná silnice v okrese Třebíč |
| 3905  |         | 1,095      | celá            | Vychází z II/390, končí v Klementicích |
| 3906  |         | 13,02      | celá            | II/390, Budišov (Rejdůveň), Pyšel, Zahrádka, Ocmanice, Náměšť nad Oslavou (ulice Ocmanická), I/23 |
| 3907  |         | 4,736      | celá            | Vychází z I/23, prochází přes Častotice, končí v Zahrádce (III/3906) |
| 3908  |         | 3,474      | celá            | Spojnice mezi Pozďatínem a silnicí I/23 |
| 3909  |         | 0,123      | celá            | Vychází z pětiramenné křižovatky se silnicemi III/3907 a III/3908, spojuje ji s železniční zastávkou Studenec, u níž také končí                                                                                           |
| 39010 |         | 5,773      | celá            | III/39014, Smrk, Pozďatín, Pyšel, III/3906 |
| 39011 |         | 1,558      | celá            | Vychází z III/39010 v Pozďatíně, vede směrem ke Kojatínu, ale nedosahuje až k němu, navazuje na ni neklasifikovaná silnice                                                                                                |
| 39013 |         | 5,477      | úsek            | II/360 (již mimo okres, u Oslavičky), Hodov, Budišov, II/390 |
| 39014 |         | 7,53       | celá            | II/390, Budišov, Kojatín, Smrk, Vladislav, I/23 |
| 39015 |         | 2,085      | celá            | Východní spojnice mezi Smrkem a I/23 |
| 39016 |         | 2,501      | celá            | Spojnice mezi III/39014 a III/39017, případně mezi Valdíkovem a Smrkem |
| 39017 |         | 7,585      | celá            | I/23, Hostákov, Valdíkov, II/390 |
| 39018 |         | 2,786      | celá            | Východní spojnice mezi III/39017 a I/23, případně mezi Hostákovem a Vladislaví |
| 3923  |         | 3,707      | úsek            | Vychází z III/3906 v Pyšelu, prochází přes Vaneč |
| 3926  |         | 1,111      | úsek            | Nachází se na hranici okresů Třebíč a Žďár nad Sázavou, spojuje Čikov (II/392) a Holubí Zhoř (III/3924) |
| 3928  |         | 1,61       | úsek            | Vychází z II/392 v Pucově, vede směrem k Jindřichovu |
| 39212 |         | 4,321      | celá            | Spojnice mezi II/392 a I/23, respektive mezi Březníkem a Náměští nad Oslavou |
| 39213 |         | 0,643      | celá            | Vychází z II/392, končí v Kuroslepech |
| 39214 |         | 10,767     | celá            | II/399, Třesov, Hartvíkovice, Popůvky, Sedlecký Dvůr, Kladeruby nad Oslavou, II/392 |
| 39215 |         | 0,512      | celá            | Nově klasifikovaná silnice, vychází z III/39214, končí v Kladerubech nad Oslavou |
| 39216 |         | 0,221      | celá            | Vychází z III/39214, končí v Popůvkách |
| 39217 |         | 14,696     | celá            | II/399, Vícenice u Náměště nad Oslavou, Sedlec, Kramolín, Mohelno, II/392 |
| 39218 |         | 3,803      | celá            | Spojnice mezi III/15247 a III/39217, slouží ke spojení Kramolína (kterým prochází) se Slavěticemi, vede po hrázi vodní nádrže Dalešice                                                                                    |
| 39219 |         | 0,954      | celá            | Vychází z II/392, prochází přes Mohelno a končí nedaleko Mohelenské hadcové stepi |
| 3931  |         | 0,148      | celá            | Vychází z II/393, spojuje ji s železniční zastávkou Rapotice |
| 3932  |         | 2,951      | celá            | Spojuje silnice I/23 a II/393, prochází přes Sudice |
| 3935  |         | 2,294      | úsek            | Z celkové délky prochází okresem Třebíč pouze malá část vedoucí od Mohelna (II/393) směrem k Senoradům |
| 3937  |         | 1,615      | celá            | Vychází z III/3935, končí ve Lhánicích |
| 3951  |         | 2,31       | úsek            | Vychází z I/23 v Rapoticích, pokračuje směrem na Újezd u Rosic do jiného okresu |
| 3953  |         | 1,908      | celá            | Vychází z III/3951 v Rapoticích, končí v Lesním Jakubově |
| 3956  |         | 3,505      | úsek            | Vychází z II/399 v Jinošově, prochází přes Hluboké a poté pokračuje do jiného okresu |
| 3992  |         | 1,992      | celá            | Vychází z II/399, končí v Krokočíně |
| 3993  |         | 0,607      | celá            | Spojuje Ocmanice a Naloučany (silnice III/3906 a III/3995), překonává mostem řeku Oslavu |
| 3994  |         | 2,354      | celá            | Spojnice mezi II/392 a II/399, prochází přes Otradice |
| 3995  |         | 9,066      | celá            | II/392, Čikov, Naloučany, Náměšť nad Oslavou (ulice Podhradí), II/399 |
| 3996  |         | 1,187      | celá            | Vychází z III/3995, končí v Jedově (navazuje na ni neklasifikovaná silnice) |
| 3997  |         | 4,942      | celá            | II/399, Okarec, Studenec, Koněšín, III/39911 |
| 3999  |         | 4,184      | celá            | Spojnice mezi I/23 a II/399, prochází přes Studenec |
| 39910 |         | 2,057      | celá            | Vychází z III/39217 (Vícenice u Náměště nad Oslavou), končí ve Zňátkách |
| 39911 |         | 5,794      | celá            | I/23, Koněšín, Kozlany, II/399 |
| 39912 |         | 1,743      | celá            | Spojnice mezi III/3999 a III/39911 (Kozlany) |
| 39913 |         | 0,164      | celá            | Vychází z II/399 v Rouchovanech, prochází kolem pošty a kostela Nanebevzetí Panny Marie, navazuje na III/15249 |
| 4006  |         | 7,4        | úsek            | Vychází z II/399 v Rouchovanech, prochází přes Přešovice, dále vede do jiného okresu |
| 4007  |         | 4,562      | celá            | III/15234, Radkovice u Hrotovic, Litovany, Přešovice, III/4006 |
| 4011  |         | 1,48       | celá            | Vychází z II/401 v Číměři, končí ve Střížově |
| 4012  |         | 1,38       | celá            | Jižní spojnice mezi Střížovem a II/401 |
| 4013  |         | 3,214      | celá            | Spojnice mezi II/401 a III/36063, případně mezi Dolními Vilémovicemi a Klučovem |
| 4014  |         | 5,997      | celá            | Vychází z II/360 u Výčap, prochází přes Ratibořice a končí v Jaroměřicích nad Rokytnou (ulice Nábřežní), napojuje se na II/401                                                                                            |
| 4015  |         | 1,149      | celá            | Spojnice mezi II/401 v Boňově a III/4014 |
| 4026  |         | 5,447      | úsek            | Vychází z I/23 v Předíně, prochází přes Opatov a pokračuje do okresu Jihlava směrem k Brodcům |
| 4027  |         | 4,026      | celá            | Vychází z I/23 v Předíně, který spojuje se samotou Petrůvky a posléze silnicí III/4028 |
| 4028  |         | 5,587      | celá            | Silnice spojuje Opatov (III/4026) a Heraltice (III/4056) |
| 4031  |         | 1,353      | úsek            | Vychází z II/403 v Bransouzích, směřuje k Dolnímu Smrčnému a pokračuje dále do okresu Jihlava |
| 4036  |         | 2,636      | úsek            | Vychází z III/4026 v Opatově, směřuje k Brtničce a pokračuje dále do okresu Jihlava |
| 4056  |         | 10,724     | celá            | II/405 u Zašovic, Heraltice, Podheraltice, Chlístov, I/23, Veverka, Rokytnice nad Rokytnou, II/410 |
| 4057  |         | 3,091      | celá            | II/405, Okříšky, Heraltice, III/4056 |
| 4058  |         | 1,879      | celá            | Spojnice mezi III/4057 a III/40513, prochází osadou Loudilka |
| 40510 |         | 8,151      | celá            | II/405, Okříšky, Přibyslavice, Číchov, Bransouze, II/403 |
| 40511 |         | 6,26       | celá            | Vychází z III/40510 v Přibyslavicích, končí v Radoníně |
| 40512 |         | 1,151      | celá            | Vychází i končí na II/405, prochází Petrovicemi |
| 40513 |         | 6,193      | celá            | III/4056, Pokojovice, Hvězdoňovice, Krahulov, II/405 |
| 40514 |         | 1,243      | celá            | Spojuje I/23 a III/40513, prochází průmyslovou zónou, kolem železniční zastávky Krahulov |
| 4089  |         | 0,32       | celá            | Vychází z II/408, končí ve Slavíkovicích |
| 40810 |         | 8,342      | úsek            | II/408, Kdousov, Kostníky, Police (dál směr do okresu Jindřichův Hradec k Dančovicím) |
| 40811 |         | 2,040      | celá            | Spojnice silnic III/40810 a III/41015, prochází přes Kostníky |
| 40812 |         | 0,205      | úsek            | Silnice neprochází žádnou obcí, spojuje III/40810 v okrese Třebíč a III/41017 v okrese Znojmo |
| 4101  |         | 1,71       | celá            | Spojnice silnic I/23 a II/410, respektive Červené Hospody a Starče |
| 4102  |         | 19,476     | celá            | II/151, Domamil, Martínkov, I/38, Lesonice, Babice, Bolíkovice, Čáslavice, Sádek, Mastník, Stařeč, II/410 – nejdelší silnice III: třídy v okrese Třebíč a nejdelší silnice, která je celým svým průběhem na okrese Třebíč |
| 4103  |         | 1,269      | celá            | Nově klasifikovaná silnice, vychází z III/4102, spojuje Stařeč a Kracovice |
| 4104  |         | 4,78       | celá            | III/4102, Loukovice, Šebkovice, III/36068 |
| 4105  |         | 0,279      | celá            | Vychází z II/410, končí u železniční zastávky Stařeč |
| 4106  |         | 1,294      | celá            | Spojnice silnic I/23 a II/410, prochází Čechočovicemi |
| 4107  |         | 3,275      | celá            | Vychází z II/410 nedaleko Rokytnice nad Rokytnou, prochází kolem osady Vísky, končí před Kojeticemi (napojuje se na III/4102)                                                                                             |
| 4108  |         | 0,747      | celá            | Vychází z III/4107, končí ve Vískách |
| 4109  |         | 2,646      | celá            | Vychází z II/410, spojuje Římov a Čáslavice (III/4102) |
| 41010 |         | 2,867      | celá            | Spojnice mezi II/410 a III/4109, prochází Čáslavicemi |
| 41011 |         | 7,095      | celá            | II/410, Bítovánky, Cidlina, Lesonice, III/4102 |
| 41013 |         | 1,282      | úsek            | Vychází z II/15222 v Lomech, pokračuje do jiného okresu směrem k Borové |
| 41015 |         | 11,005     | úsek            | II/410, Jemnice, Jiratice, Police, dále do jiného okresu (směrem na Vysočany) |
| 41017 |         | 7,255      | úsek            | II/410, Jemnice, Radotice, Bačkovice, dále do jiného okresu (směrem k Lubnici) |
| 41018 |         | 2,205      | celá            | Spojnice mezi III/41015 a III/41017, respektive mezi Jiraticemi a Radoticemi |
| 41019 |         | 1,775      | celá            | Spojnice mezi II/410 a III/15216, respektive mezi Menharticemi a Pálovicemi |
| 41020 |         | 5,407      | úsek            | III/41017, Bačkovice, II/410, Lovčovice, dále do jiného okresu (směrem ke Chvalkovicím) |
| 4111  |         | 1,77       | celá            | Severní spojnice mezi II/152 a II/411, respektive mezi Jackovem a Krnčicemi |
| 4112  |         | 3,531      | celá            | Severní spojnice mezi II/152 a II/411, respektive mezi Dědicemi a Novými Syrovicemi |
| 4113  |         | 0,724      | celá            | Vychází z III/4112, končí v Nimpšově |
| 4114  |         | 3,58       | úsek            | II/411, Nové Syrovice, Láz, dále do jiného okresu (směrem k Blížkovicím) |
| 4118  |         | 6,237      | celá            | II/152, Moravské Budějovice (ulice Tyršova a Znojemská), Lažínky, Vesce, Častohostice, III/4114 |
| 4119  |         | 1,01       | celá            | Spojnice mezi I/38 a Vesci (III/4118) |
| 41110 |         | 4,316      | celá            | II/411, Kojatice, Hornice, II/408 |